# Saturn Award für die beste Fantasyserie
Folgende Serien haben den Film- und Fernsehpreis Saturn Award für die beste Fantasyserie gewonnen:
| Jahr |                  | Serie               | Weitere Nominierungen |
| ---- | ---------------- | ------------------- | --- |
| 2016 |                  | Outlander           | Game of Thrones Haven Jonathan Strange & Mr Norrell The Magicians The Muppets The Shannara Chronicles                                     |
| 2017 |                  | Outlander           | Beyond Game of Thrones The Good Place Lucifer The Magicians Preacher                                                                      |
| 2018 |                  | Outlander           | American Gods Game of Thrones The Good Place Knightfall The Quest – Die Serie The Magicians                                               |
| 2019 |                  | Game of Thrones     | American Gods Charmed The Good Place Good Witch The Magicians Outlander The Outpost                                                       |
| 2021 |                  | For All Mankind     | Der dunkle Kristall: Ära des Widerstands Locke & Key The Magicians Outlander The Twilight Zone The Witcher                                |
| 2022 | Netzwerk / Kabel | Shining Vale        | Doctor Who Ghosts La Brea Riverdale |
|      | Streaming        | Loki                | Matrjoschka Das Rad der Zeit Schmigadoon! WandaVision The Witcher                                                                         |
| 2024 |                  | Wednesday           | Ghosts Good Omens House of the Dragon Der Herr der Ringe: Die Ringe der Macht Mayfair Witches Schmigadoon!                                |
| 2025 |                  | House of the Dragon | Avatar – Der Herr der Elemente For All Mankind Der Herr der Ringe: Die Ringe der Macht Percy Jackson: Die Serie The Spiderwick Chronicles |